# Оравске Весеље
Оравске Весеље (слч. Oravské Veselé) насељено је мјесто са административним статусом сеоске општине (слч. obec) у округу Наместово, у Жилинском крају, Словачка Република.

## Становништво
| Година:    | 1994. | 2004.    | 2014.   | 2024.   |
| ---------- | ----- | -------- | ------- | ------- |
| Број људи: | 2424  | 2738     | 2892    | 3081    |
| Разлика:   |       | +12,95 % | +5,62 % | +6,53 % |

| Година:    | 2023. | 2024.   |
| ---------- | ----- | ------- |
| Број људи: | 3064  | 3081    |
| Разлика:   |       | +0,55 % |

Према подацима о броју становника из 2024. године насеље је имало 3081 становника.